# Максимилиан (Хайдин)
Епи́скоп Максимилиа́н (серб. Епископ Максимилијан, в миру Милан Хайдин серб. Милан Хајдин; 21 августа 1879, Нови-Сад — 25 февраля 1936, Белград) — епископ Сербской православной церкви, епископ Горнокарловацкий.

## Биография
Родился 21 августа 1879 года в семье, которая происходила из села Хайдина в Горнокарловацкой епархии.
Основную школу окончил в Белграде, затем окончил Сербскую православную великую гимназию в Сремских Карловцах, затем юридический факультет Загребского университета со степенью доктора. До принятии монашества работал некоторое время подбележником у адвоката.
В 1906 году принял монашество и окончил духовную семинарию в Сремских Карловцах.
До избрания епископом был подбележником, а потом и бележником Сремско-Карловацкой епархии и в то время был рукоположён в сан диакона и пресвитера.
6 декабря 1920 года Священным Архиерейским собором был избран титулярным епископом Сремской Митровицы. Епископская хиротония состоялась 2 января 1921 года.
С 1928 года — епископ Далматинский.
2 октября 1931 года — епископ Горнокарловацкий.
За время своего пребывания на Горнокарловацкой епархии успел объехать её всю. Под его руководством известный Площанский архив был устроен по всем правилам архивоведения.
Скончался 25 февраля 1936 года в Белграде, будучи членом Священного Архиерейского Синода. Похоронен в новой крипте Введенского соборного храма в Плашке.
В 1941 году захоронение было осквернено усташами. Его останки были перенесены на кладбище. Местоположение его могилы в настоящее время неизвестно.